# Isak Ole Hætta
Isak Ole Johansen Hætta (né le 21 juillet 1960) est un entraîneur de football et ancien joueur norvégien.
Il a été entraîneur de l'Alta IF. Il a précédemment joué pour Strømsgodset IF et a été entraîneur-joueur de l'IL Kautokeino et de l'Alta IF.
À 16 ans, il a été champion de Norvège aux championnats juniors du combiné nordique, et il était dans l'équipe combinée de 1977 à 1981. Il a été entraîneur-joueur de l'IL Kautokeino en 1987, il est devenu entraîneur-joueur de l'Alta IF en 1992. Il reste à Alta IF en 1re division en 1993, mais il a quitté son emploi en 1995. Il fait un retour, en tant qu'entraîneur-joueur en 2006. Actuellement il est entraîneur de l'équipe de Laponie de football.
Il a étudié à l'école norvégienne des sciences du sport.

## Sources
- (no) Cet article est partiellement ou en totalité issu de l’article de Wikipédia en norvégien intitulé « Isak Ole Hætta » (voir la liste des auteurs).
- Équipe de Laponie de football